# Norbert Leduc
Norbert Leduc (* 3. November 1924 in Merkstein; † 26. August 2000 in Hoxel) war von 1953 bis 1969 Gemeindedirektor der ehemaligen Gemeinde Kommern, anschließend bis 1971 hatte er dieselbe Position in der ehemaligen Gemeinde Veytal inne. Außerdem war er Heimatforscher, dessen Nachlass ein bedeutender Teil des Stadtarchivs von Mechernich ist.

## Leben
1953 wurde er Gemeindedirektor in Kommern. In seine Amtszeit fallen die Ansiedlung des Rheinischen Freilichtmuseums und des Hochwildpark Rheinland sowie die Anlage des Landesgartenschaugeländes um den Mühlensee in Kommern.
Die Anlage des Mühlenparks war eine seiner bedeutendsten Aufgaben. Der Mühlensee geht auf ein 1954 geplantes und 1959 begonnenes Flurbereinigungsverfahren zurück, bei dem der Bleibach mit seinen bleihaltigen Sanden aufgestaut wurde, um die spezifisch schwereren Bleiteilchen auf dem Seegrund abzusetzen. Damit hatte man ein Mittel gegen die bei Überflutung der Weiden auftretende Bleivergiftung gefunden, denen das Vieh auf den Wiesen des Unterlaufes des Bleibaches regelmäßig zum Opfer gefallen war. Der Stausee wurde offiziell als „Bleisandabsetzungsbecken“ bezeichnet, im Volksmund nannte man ihn „Bleisandfang“. Leduc hatte sich für den Mühlensee engagiert eingesetzt und plante darum einen Erholungspark im Mühlental, das noch im 19. Jahrhundert der Standort der Bergwerksfirma Pirath und Jung gewesen war, der späteren Kommerner Bergwerksaktien-Gesellschaft. Dort befanden sich bis dato noch das ehemalige Verwaltungsgebäude, das nach Stilllegung des Bergbaus als Obdachlosenheim benutzt wurde und ein sozialer Brennpunkt war, außerdem eine wilde Müllkippe und Halden mit Bleierzschlacke. 1967 stellte der Gemeinderat auf Anregung Leducs den Antrag, eine Landesgartenschau im umgestalteten Mühlental zu veranstalten, was 1972 verwirklicht wurde. Mit der Sanierung der Industriebrachen ging die Anerkennung Kommerns als Luftkurort einher.
Auch die Ansiedlung des Rheinischen Freilichtmuseums geht auf Leduc zurück, der sich durch viel Engagement für das Vorhaben einsetzte und schließlich den Standort in Kommern gegen rund 30 konkurrierende Städte und Gemeinden durchsetzen konnte.
Die Kommerner Stadtteile Kommern-Süd und Katzvey entstanden unter Leducs Federführung. Katzvey hat sich aus einer Ansiedlung von Ferienhäusern zu einem Stadtteil entwickelt.
Norbert Leduc widmete sich auch heimatgeschichtlichen Arbeiten. Ihr Ergebnis ist ein umfangreiches Archiv und mehrere Bücher, darunter die Geschichte der katholischen Pfarrgemeinde St. Severinus und die beiden Bände des ortskundlichen Lexikons von Kommern. 1979 wies er die Existenz der Katzenburg in Katzvey nach. Sein 50 Regalmeter umfassender Nachlass mit Manuskripten zu zahlreichen heimatgeschichtlichen Themen befindet sich im Stadtarchiv Mechernich und stellt einen bedeutenden Teil dessen Bestandes dar.
Seit 2006 erinnert ein Denkmal im Mühlenpark in Kommern an Norbert Leduc.

## Schriften
- Mechernich – Die Stadt in Bildern vergangener Tage, 2 Bände
- Die Verwaltungsgeschichte der Stadt Mechernich
- Kommern A –Z – ein ortskundliches Lexikon, 2 Bände, Rheinland Verlag, Bonn 1979 und 1981
- Eicks – ein Dorf in der Geschichte, Führer und Schriften des Rheinischen Freilichtmuseum für Volkskunde in Kommern Nr. 32, Rheinland-Verlag, Bonn 1987, ISBN 3-7927-0974-0
- Eicks – Eickser Familien 1725 - 1876, 1989
- Familien in Floisdorf von 1722 - 1875, Vereinskartell Floisdorf 1993